# Afkoelrooster

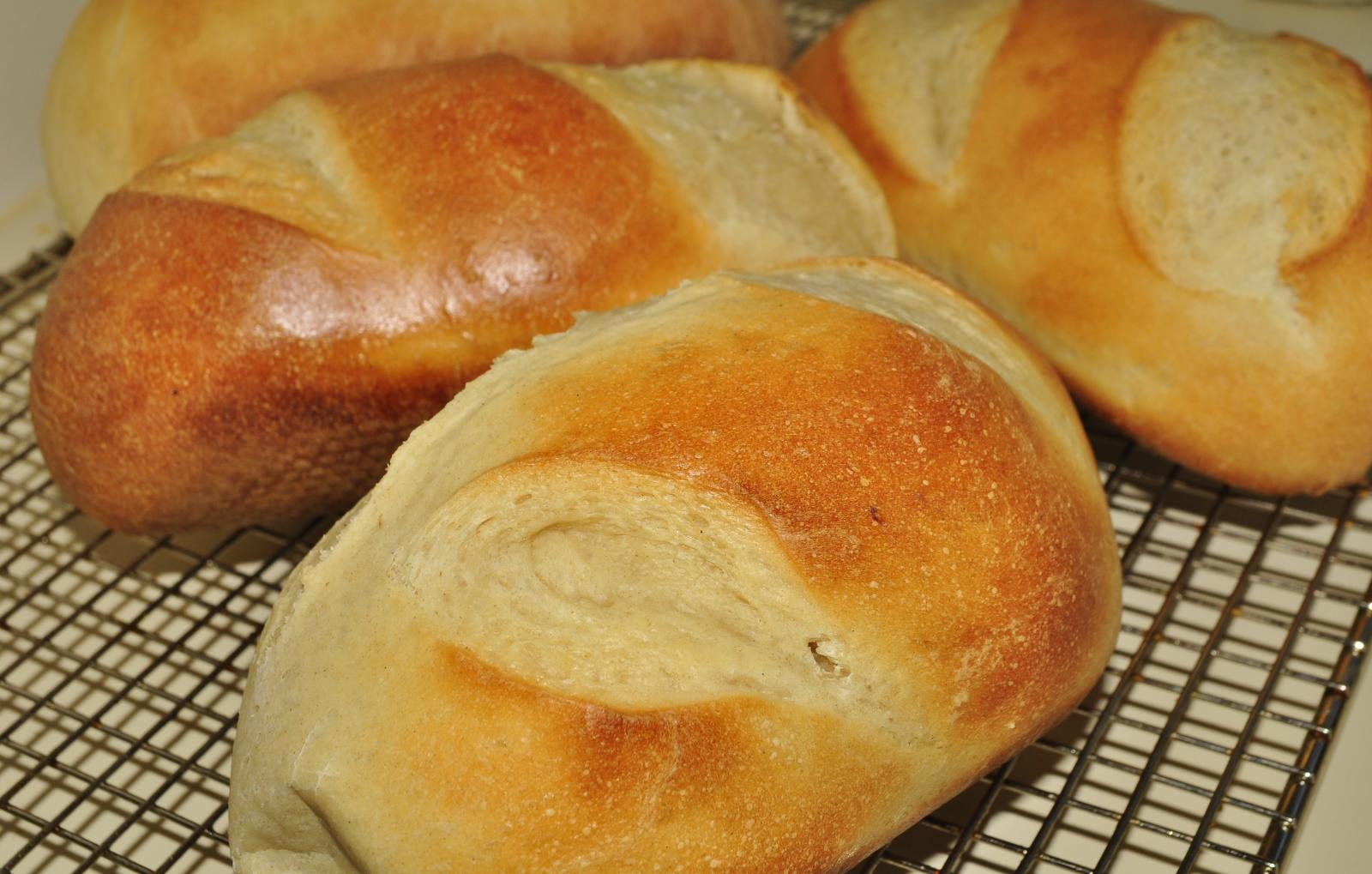
Afkoelrooster met broodjes

Een afkoelrooster is een stuk keukengerei dat gebruikt wordt om gebakken producten op te laten afkoelen. Het bestaat in het algemeen uit een van metaaldraad gemaakt rooster op pootjes.
Het rooster zorgt ervoor dat de lucht aan alle kanten bij het product kan komen. Bovendien voorkomt het rooster dat zich onder in het product vocht ophoopt, wat in het bijzonder bij brood en gebak tot een minder aangenaam "soppig" resultaat kan leiden. Van belang is dat het rooster fijn genoeg is, zodat kleinere producten er niet doorheen vallen, en stevig genoeg, zodat het rooster niet in het midden doorzakt.